# Дидие Рендерс
Дидие Рендерс (на френски: Didier Reynders) е белгийски политик от партията Реформаторско движение. През 2011 – 2019 година е министър на външните работи на Белгия, а от 2019 година – еврокомисар за правосъдието.

## Биография
Рендерс е роден на 6 август 1958 година в Лиеж. През 1981 година завършва право в Лиежкия университет.
Малко по-късно започва политическата си кариера. През 1986 – 1991 година оглавява държавното Национално дружество на белгийските железници. От 1988 година е общински съветник в Лиеж, а от 1992 година е депутат в Камарата на представителите, където от 1995 година председателства парламентарната група на френскоезичните либерали.
През 1999 година Дидие Рендерс става министър на финансите на Белгия и остава на този пост до 2011 година в 6 последователни правителства – на Ги Верхофстад, Ив Льотерм и Херман Ван Ромпой. От 2004 година е вицепремиер и председател на Реформаторското движение. През 2011 година е заменен начело на партията от Шарл Мишел, а малко по-късно става вицепремиер и външен министър в правителството на Елио Ди Рупо. Остава на този пост и в кабинета на Мишел до 1 декември 2019 година, когато става еврокомисар за правосъдието в Комисията „Фон дер Лайен“.